# Мандари
Мандари — малая этническая группа в Южном Судане, принадлежит к племени каро, относящемся к нилотам.
Состоят из скотоводов и земледельцев, близки к бари, поюлу, куку. Говорят на своем диалекте языка бари (Kutuk na Mundari).

## Демография и география
Насчитывая от 70 000 до 100 000 человек, образуют буфер между преимущественно кочевыми Атуотами и народом Алиаб-Динка.
Основные города — Терекека, Томбе и Тали.

## Окружающая среда, природные ресурсы и пропитание
Мандари-ленд — лесная саванна, лежащая по обе стороны реки Нил. Западная часть осушена многочисленными сезонными и многолетними растениями а в сезон дождей заболачивается. В основном экономика мандари сосредоточена на земледелии и животноводстве. Основные выращиваемые культуры: сорго, кукуруза, арахис, кунжут.
Мандари разводят большое количество крупного рогатого скота, коз и овец, потому, что они им необходимы в качестве медиумов, для соединения мира людей с миром богов.

## Общество, обычаи и традиции
Общество мандари организовано по агнатическим экзогамным родословным. Родословные, от 15 до 50 взрослых живут в цепочке деревень, каждая из которых находится под управлением старейшины. Кроме старейшины в деревне живут его женатые сыновья со своими детьми и родственники по материнской линии, которые поселились с ними.
Поселения могут и не располагаться рядом друг с другом, всё равно образуя жилую единицу, условно называемую деревней. Большие деревни мандари имеют свои собственные источники воды и пастбища, но маленькие, состоящие из мелких родословных, часто делят воду и пастбища с другими.
Общество сплачивают социальные мероприятия в деревнях и стойбищах для скота. В то время как в повседневных задачах новые связи возникают в результате взаимопомощи и развлечения соседей, самые тесные связи по-прежнему с ближайшими родственниками, оставшимися в старых деревнях.
Мандари очень уважают великодушие, считается, что ворчание и раздражение людей заставят их болеть. В воспитании мандари подчеркивается важность обмена, и молодые люди учатся быть щедрыми, постоянно обмениваясь трубками, ожерельями или браслетами и передавая другим все, что не нужно им немедленно.

## Политическая организация и власть
Бахр-эль-Газаль (регион где живут мандари) разделён на независимые деревни — вождества. Традиционно место вождя мандари передаётся по наследству, по мужской линии, также тут есть свой совет. Исполнители ритуалов дождя, те кто выращивает деревья ши, владельцы стоянок для рогатого скота, обладают влиянием на деревни.

## Происхождение
Мандари имеют сложное происхождение. Первоначальные кланы, происхождение которых невозможно проследить, смешались с бора, которые, как полагают, откололись от других групп, говорящих на языке бари.